# TPB AFK
Pour plus de détails, voir Fiche technique et Distribution.
TPB AFK - The Pirate Bay Away From Keyboard, abrégé en TPB AFK est un film documentaire suédois qui traite de l’histoire des trois fondateur de The Pirate Bay et du procès de The Pirate Bay. Il a été réalisé par Simon Klose, et est sorti le 8 février 2013.

## Synopsis
Le film raconte l'arrestation et le procès des créateurs de The Pirate Bay, Fredrik Neij, Peter Sunde (Brokep) et Gottfrid Svartholm.

## Genèse
Le site web du film est lancé le 28 août 2010 avec une campagne pour rassembler 25 000 $. En trois jours la campagne a réussi à rassembler 51 424 $ au total,,. En février 2011, la Konstnärsnämnden décide de soutenir le projet et a contribué avec 200 000 SEK (≈ 30 000 $).

## Tournage
Le tournage a commencé durant l'été de l'année 2008 et s'est achevé le 25 août 2012.

## Sortie
Le film a été mis en ligne le 8 février 2013 et est disponible gratuitement en visionnage et en téléchargement. Il a été distribué sous la licence Creative Commons BY-NC-ND sur The Pirate Bay et d'autres sites.
Une version « remix », ne contenant pas d'archives provenant de la Sveriges Television, et distribuée sous licence Creative Commons BY-NC-SA, moins restrictive, est sortie le 12 février.
Il est aussi possible de commander le film en DVD ou en version numérique pour soutenir le réalisateur. Le DVD coûte 23 $ et la version numérique coûte 10 $ et contiennent des scènes supprimées. La précommande peut se faire via le site web officiel du film. TPB AFK est diffusé en avant première au Festival international du film de Berlin le 8 février 2013 et est diffusé en même temps sur YouTube et The Pirate Bay.